# Tjobsa

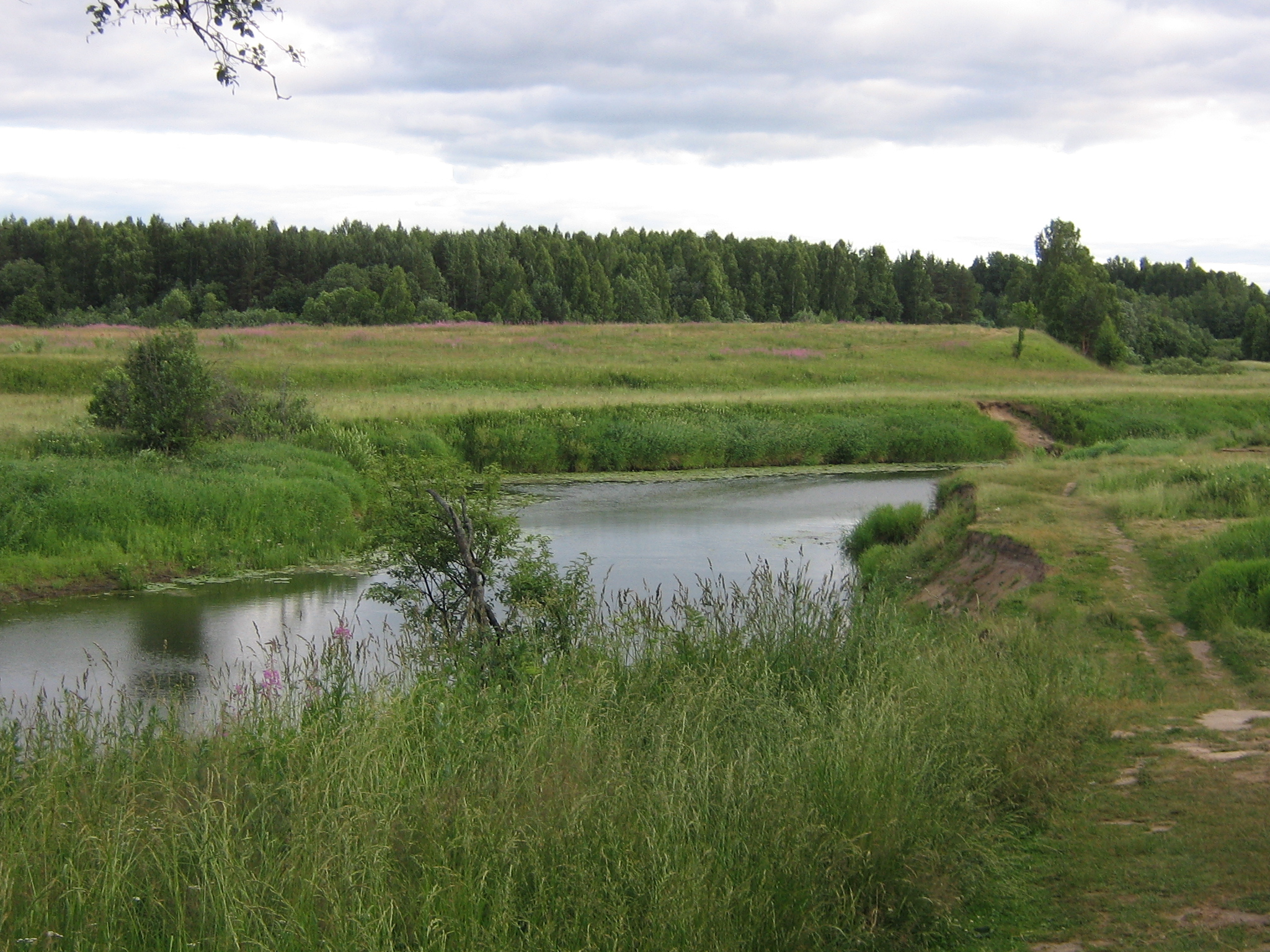
Tjobsa (2006)

Die Tjobsa (russisch Тёбза) ist ein linker Nebenfluss der Kostroma in der Oblast Kostroma.
Die Tjobsa bildet den Abfluss des auf den Galitscher Höhen gelegenen kleinen Skomorochowskoje-Sees. Sie fließt anfangs in einem Bogen südlichen um den See. Später schlängelt sie sich durch die sumpfige Waldlandschaft in überwiegend westnordwestlicher Richtung. Schließlich erreicht sie etwa 13 km südwestlich von der Stadt Bui das linke Flussufer der Kostroma. 
Die Tjobsa hat eine Länge von 140 km. Sie entwässert ein Areal von 1160 km². 
Der Fluss wird überwiegend von der Schneeschmelze gespeist.
34 km oberhalb der Mündung beträgt der mittlere Abfluss 8,54 m³/s.
Zwischen November / erste Dezemberhälfte und April ist der Fluss eisbedeckt.